# Gauitsch
Gauitsch ist eine Ortschaft im Sausal im südlichen Teil des  Bundeslandes Steiermark in Österreich. Der Ort liegt im politischen Bezirk Leibnitz  und gehört als Katastralgemeinde zur Gemeinde Kitzeck im Sausal.

## Lage
Die Gebäude, Höfe und Ferienhäuser des Ortes liegen auf 0,5 km² um ein Waldstück verstreut. Zur Landesstraße L 334 und nach Kitzeck im Osten, sowie zur L 336 im Westen sind es jeweils ca. 1,5 km. Leibnitz und der Anschluss an die Südautobahn A 9 liegen 5 km östlich. Zur Grenze nach Slowenien bei Spielfeld im Südosten sind es etwa 15 km.

## Geschichte
Der historisch aus den Siedlungen Groß- und Kleingauitsch bestehende Ort umfasst die Fluren zwischen Steinbach- und Wöllinggraben und gehörte einst zum Bezirk Seckau. Kirchlich unterstand Gauitsch der Pfarre Kitzegg (Kitzeck).
Von wirtschaftlicher Bedeutung ist traditionell der Weinbau. Außerdem betrieben die Bewohner einst im größeren Umfang Viehzucht. Im Statistisch-topographischen Landesschematismus des Herzogthums Steyermarck von 1818 ist Gauitsch als „Dorf von 60 Häusern und 265 Einwohnern, dann 28 Ochsen und 76 Kühen“ genannt.
In der ersten Hälfte des 19. Jahrhunderts befanden sich mehrere große Weingüter im Besitz von Ortsfremden, u. a. der Familie  Orthofer aus Graz, die hier 14 Joch (ca. 8 Hektar) Weingärten besaß.
Im 20. Jahrhundert sank, bedingt durch Abwanderung in wirtschaftlich stärker entwickelte Regionen, auch in Gauitsch die Einwohnerzahl. 2001 zählte der Ort noch 164 Einwohner.
Gauitsch wird mit dem Spuk von Trebian in Verbindung gebracht. Dabei handelte es sich um Spukerscheinungen, die auf einen französischen Soldaten zurückgeführt wurden, der am 18. März 1809 ein Liebespaar erschossen haben sollte. Eine literarische Verwertung dieses Themas befindet sich in einem Band über Spuk in der Steiermark und in einem Kriminalroman.

## Persönlichkeiten
Der Komponist Franz Arnfelser (1846–1898) wurde in Gauitsch geboren.